# نورمان بايبر
نورمان بايبر (بالإنجليزية: Norman Piper)‏ هو لاعب كرة قدم بريطاني في مركز الوسط، ولد في 8 يناير 1948 في North Tawton ‏ في المملكة المتحدة. لعب مع فورت لودردايل سترايكرز ونادي بليموث أرجايل ونادي بورتسموث ويوفل تاون.